# Graham Greene
Henry Graham Greene, född 2 oktober 1904 i Berkhamsted i Hertfordshire, död 3 april 1991 i Vevey i Schweiz, var en brittisk författare och journalist, betraktad som en av de främsta engelska romanförfattarna under 1900-talet. Greene skrev såväl seriös litteratur som thrillers och mottog litterära hyllningar samtidigt som han åtnjöt en utbredd popularitet. Han listades återkommande som kandidat till Nobelpriset i litteratur. Under 67 år skrev Greene över 25 romaner, där han ofta utforskade moraliskt ambivalenta frågor. 

## Biografi
Henry Graham Greene föddes 1904 på elevhemmet St John's House på internatskolan Berkhamsted School i Hertfordshire, där hans far var föreståndare. Han var det fjärde av totalt sex barn; hans yngre bror, Hugh, blev sedermera journalist och generaldirektör på BBC. Hans föräldrar, Charles Henry Greene (1865–1942) och Marion Raymond Greene (1872–1959) var kusiner och medlemmar av en stor släkt där bland annat ägarna till Greene King Brewery ingick, modern var även kusin till Robert Louis Stevenson.
Greene studerade vid Oxford, där han avlade kandidatexamen i historia, och konverterade till  katolicismen 1926 efter att ha träffat sin blivande fru, Vivien Dayrell-Browning. Han arbetade senare som journalist vid The Times och därefter som filmkritiker och litterär redaktör för The Spectator. Från 1940 arbetade han som frilansjournalist och ägnade mycket av de följande decennierna åt att resa. Under andra världskriget var han åren 1941–1944 agent för MI6 i Afrika. 
Graham Greene gifte sig med Vivien Dayrell-Browning (1904–2003) den 15 oktober 1927 i St Mary's Church i Hampstead. Makarna fick två barn, Lucy Caroline (född 1933) och Francis (född 1936). 
Från 1946 hade Greene en relation med Catherine Walston (1916–1978), gift med baron Henry Walston. Relationen anses ligga till grund för romanen Slutet på historien, som publicerades 1951. Greene lämnade sin familj 1947, men hans hustru vägrade som katolik att gå med på en skilsmässa, och de förblev därför gifta fram till Greenes död. 
Relationen med Walston upphörde 1966. Graham Greene lämnade samma år Storbritannien och flyttade till Antibes i Frankrike, för att vara nära Yvonne Cloetta, som han hade en relation med fram till sin död. Greene led hela sitt liv av bipolär sjukdom, vilket hade en stor inverkan på såväl hans författarskap som på hans privatliv. 
År 1973 medverkade Graham Greene i en cameoroll i François Truffauts film Dag som natt. De sista åren i sitt liv bodde Graham Greene i Vevey, vid Genèvesjön i Schweiz, där även Charlie Chaplin bodde vid tiden. De sågs ofta och var goda vänner.
Greene dog 1991, 86 år gammal, av leukemi och är begravd på kyrkogården i Corseaux.

## Författarskap
Greenes romaner har ofta en spännande yttre handling som balanseras av de själsliga dramer huvudpersonerna genomgår. Själv kallade Greene dessa romaner för ”entertainments”, till formen liknande thrillers men med ett mer komplext moraliskt djup. Flera av romanerna utspelar sig tidsmässigt precis före eller efter stora historiska och politiska skeenden. 
Debutromanen från 1929 Mannen inom honom gavs ut på svenska 1930. Orientexpressen från 1932 blev Greenes första större framgång och följdes av en rad romaner som gjorde honom populär bland både läsare och kritiker. En av hans bästa romaner anses vara Brighton Rock från 1938.
Greene var katolik, vilket präglade författarskapet, som två av hans främsta verk Makten och härligheten (1940) och Hjärtpunkten (1948).
Greene reste under många år runt i världen, vilket inspirerade och gav stoff till hans författarskap. Romaner som Den stillsamme amerikanen (1955), Vår man i Havanna (1958) och Utbränd (1960) utspelar sig i olika länder strax före politiska omvälvningar. 
Greene var en av 1900-talets mest lästa brittiska författare. Hans popularitet grundades delvis på spännande intriger men främst på hans berättarbegåvning, där känsla för detaljer och realistiska dialoger är framträdande inslag i en snabbt framflytande berättarstil. Greene var också en stor filmentusiast, vilket ofta påverkade hans skrivande. Många av hans romaner har också blivit spelfilmer, bland annat Den tredje mannen och Vår man i Havanna. 
Greene skrev även noveller, essäer och dramer. En sorts liv (A Sort of Life), utgiven 1971, är självbiografisk. Förordet inleds: ”En självbiografi är bara ’en sorts liv’ – den innehåller kanske färre faktiska felaktigheter än en biografi, men den är med nödvändighet ännu mer selektiv: den börjar senare och den slutar för tidigt.”

## Nobelpriskandidat
Graham Greene var i många år fram till sin död tippad som kandidat till Nobelpriset i litteratur. Han nominerades första gången 1950 och var flera gånger nära att få priset. År 1961 var han tvåa på Svenska Akademiens Nobelkommittés lista över kandidater och förespråkades som en värdig mottagare av ständige sekreteraren Anders Österling. Greene var även en av huvudkandidaterna till 1966 och 1967 års pris.

## De skeppsbrutna
De skeppsbrutna utspelar sig huvudsakligen i Stockholm.
| ”                                                            | ”Regnet hade upphört, en östlig vind drev regnet i grå flockar över Mälaren, och solstrålar klatschade till Slottets, och Riksdagshusets, och Operans våta stenblock. Motorbåtarna som passerade under Norrbro piskade upp skum som vinden fångade och kastade som ett fint regn mot den tomma restaurangens glasveranda. Den nakne mannen på sin våta, blänkande piedestal stirrade över svallet av småvågor bort mot Grand Hôtel med baken vänd mot bron och trafikanterna.” | „ |
| – Graham Greene, ”De skeppsbrutna” (”England Made Me”), 1954 | |   |

| ”                                                            | ”Den lilla teatern hade förblivit precis som den var på sjuttonhundratalet. Över de kungligas platser hängde alltjämt kungliga kronor, de långa bänkarna i bordeauxfärgad sammet hade inskriptioner som reserverade dem för de döda, för hovdamerna, kammarherrarna, barberaren och perukmakaren. Anthony och Loo satte sig, och i kulisserna till den djupa lilla scenen började deras guide hala i de rep som dirigerade de gamla utsökta dekorationerna. Blå och vita moln sänkte sig svällande som eupidoners bakdelar ner kring den slitna fåtölj på vilken Jupiter och Venus i divertissementer och operor. Han släckte belysning och lät åskan gå. Dammet steg och lade sig igen.” | „ |
| – Graham Greene, ”De skeppsbrutna” (”England Made Me”), 1954 | |   |

## Priser och utmärkelser
- Hawthornden Prize 1941 för The Power and the Glory
- Grand Master-diplom 1978

### Fotnoter
1. ↑  abART, abART person-ID: 30107, läst: 1 april 2021.[källa från Wikidata]
2. 1 2 3  Library of Congress Authorities, USA:s kongressbibliotek, id-nummer i USA:s kongressbiblioteks katalog: n79021903, läst: 17 maj 2021.[källa från Wikidata]
3. 1 2  Olomoucs stadsbiblioteks regionala databas, läs online, läst: 26 september 2024.[källa från Wikidata]
4. 1 2  Colin Matthew (red.), Oxford Dictionary of National Biography, Oxford University Press, 2004, ODNB-ID: 40460.[källa från Wikidata]
5. ↑  hämtat från: nederländskspråkiga Wikipedia.[källa från Wikidata]
6. ↑  Internet Broadway Database, Internet Broadway Database plats-ID: 1065.[källa från Wikidata]
7. ↑  läs online, www.huffingtonpost.com .[källa från Wikidata]
8. ↑  hämtat från: franskspråkiga Wikipedia, spanskspråkiga Wikipedia, nederländskspråkiga Wikipedia, svenskspråkiga Wikipedia härlett från: Kategori:Brittiska författare av barn- och ungdomslitteratur, läst: 14 juni 2019.[källa från Wikidata]
9. 1 2 3 4 5  ”Graham Greene” (på engelska). Encyclopaedia Britannica. https://www.britannica.com/biography/Graham-Greene.
10. ↑  Bernt Olsson, Ingemar Algulin  Litteraturens historia i världen Norstedts 1997, sid. 545
11. ↑  ”Nomination Database: Graham Greene”. Nobel Prize.org. https://www.nobelprize.org/nomination/archive/show_people.php?id=3628.
12. ↑  Andreas Ekström (4 januari 2012). ”Greene tvåa på listan 1961”. Sydsvenskan. http://www.sydsvenskan.se/kultur--nojen/greene-tvaa-pa-listan-1961/. Läst 3 april 2015.
13. ↑  ”Candidates for the 1966 Nobel Prize in Literature” (på engelska). Nobel Prize.org. https://www.nobelprize.org/nomination/literature/1966.html.
14. ↑  ”Candidates for the 1967 Nobel Prize in Literature” (på engelska). Nobel Prize.org. https://www.nobelprize.org/nomination/literature/1967.html.